# Cavernularia glans
Espèce
Cavernularia glans est une espèce de cnidaires de la famille des Veretillidae.

## Systématique
Le nom valide complet (avec auteur) de ce taxon est Cavernularia glans Kölliker, 1872.
Cavernularia glans a pour synonyme :
- Fusticularia herdmani Simpson, 1905

## Publication originale
- (de) A. von. Kölliker, « Anatomisch-systematische Beschreibung der Alcyonarien, Erste Abtheilung: Die Pennatuliden », Abhandlungen der Senckenbergischen Naturforschenden Gesellschaft, vol. 8,‎ 1872, p. 85-275, planches 18-24 (lire en ligne ).